# Adsorbent
Adsorbent – ciało o bardzo rozwiniętej powierzchni, na której zachodzi proces polegający na powierzchniowym wiązaniu cząsteczek płynu (cieczy lub gazu) przez cząstki cieczy lub ciała stałego, zwany adsorpcją. Powoduje to zatężanie substancji rozcieńczonej (adsorbatu). Adsorbenty można podzielić według różnych cech:
- dyspersji:
  - o dużej dyspersji zewnętrznej, tj. nieporowate (dymy, sadze, powierzchnia rzędu 100–500 m2/g)
  - o dużej dyspersji wewnętrznej, tj. porowate (węgiel aktywny, żel krzemionkowy, sita molekularne, zeolity) powierzchnia rzędu 10–1000 m2/g i więcej
- rodzaju adsorpcji:
  - adsorpcja fizyczna – cząstki adsorbentu ani substancji adsorbowanej nie zmieniają swoich własności
  - adsorpcja chemiczna (chemisorpcja) – tworzenie powierzchniowych związków chemicznych z adsorbentem
- rozmiaru porów:
  - adsorbenty mikroporowate (<2 nm)
  - adsorbenty mezoporowate (2–50 nm)
  - adsorbenty makroporowate (>50 nm)